# شفق شمالی
شفق شمالی (به انگلیسی: Aurora Borealis) تابلوی نقاشی اثر فردریک ادوین چرچ است که در سال ۱۸۶۵ کشیده شد. ابعاد این اثر ۱۴۲٫۳ سانتی‌متر × ۲۱۲٫۲ سانتی‌متر بوده و هم‌اکنون تحت مالکیت موزه هنر آمریکایی اسمیتسون است.
این اثر نمایانگر چهره واقعی شفق قطبی است ؛ این اثر شاهکار است و طبیعت زنده و کوه ها به صورت خیلی زیبایی به تصویر کشیده شده است.